# Kone

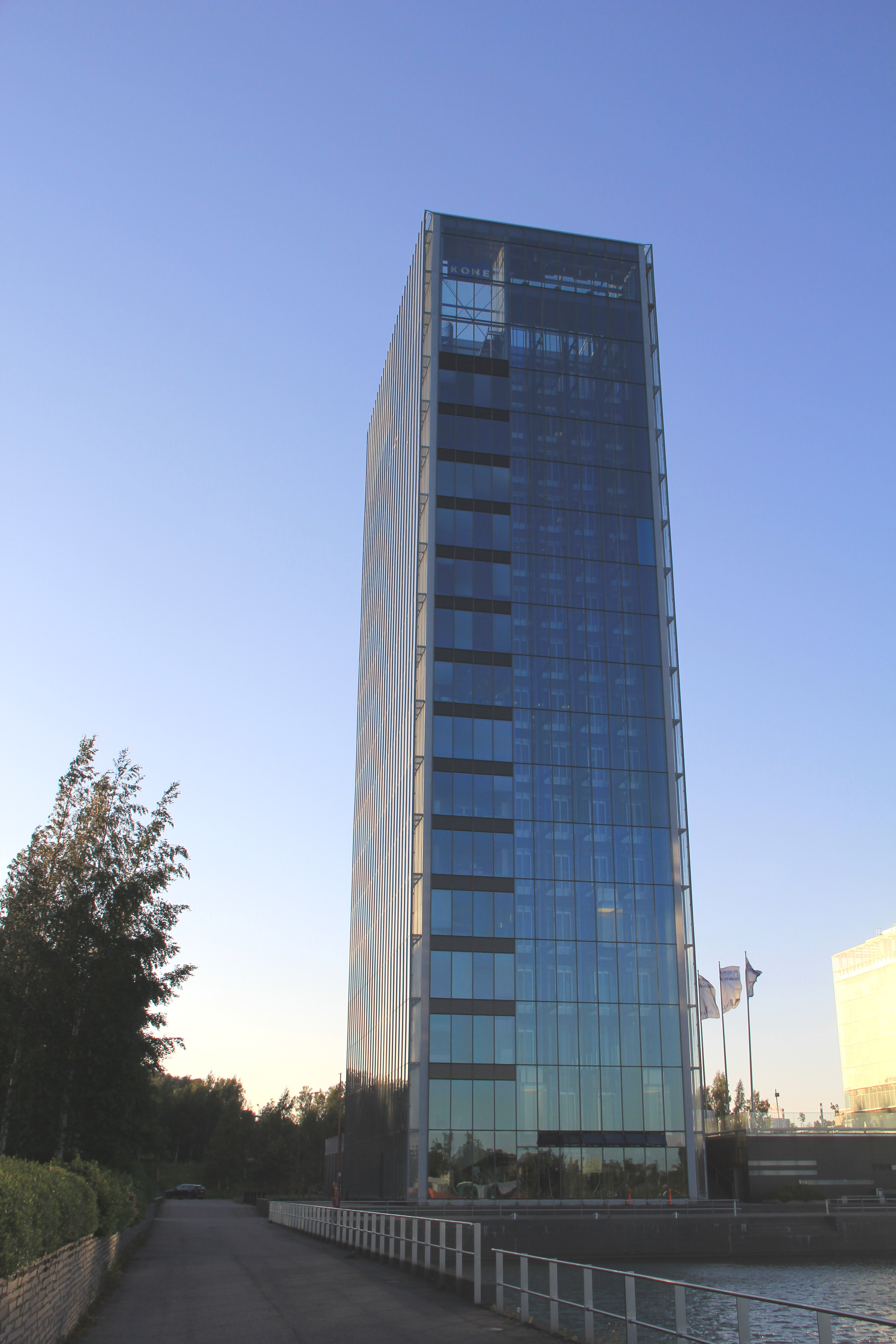
Siedziba przedsiębiorstwa w Helsinkach

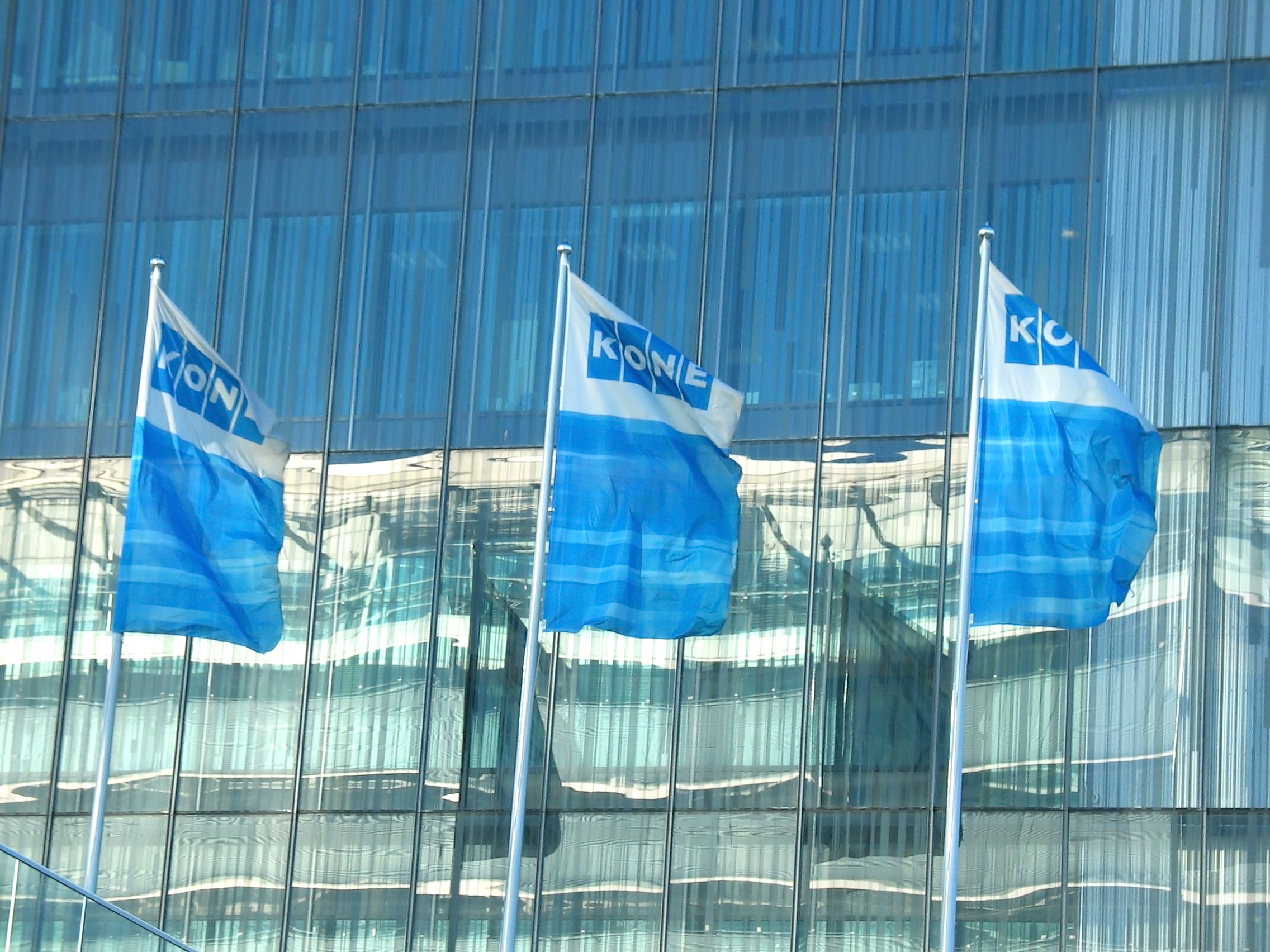
Flagi firmy Kone

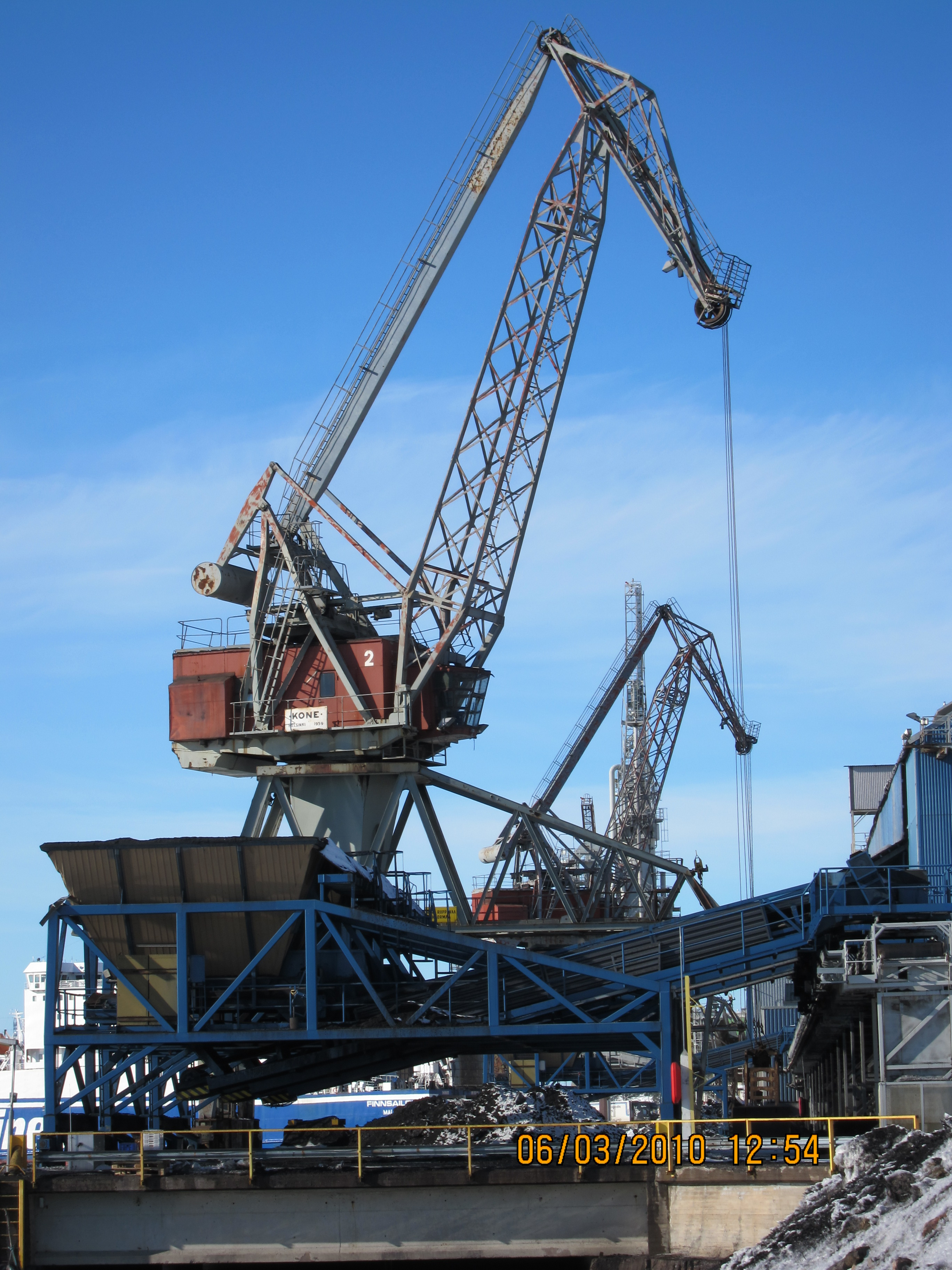
Żuraw firmy w fińskim porcie w Naantali

Kone Oyj – fińskie przedsiębiorstwo przemysłowe produkujące windy, schody ruchome i drzwi automatyczne.

## Historia

### Początki i I wojna światowa
Marka ta powstała w 1908 r. w Helsinkach w Finlandii. Firma została zarejestrowana 27 października 1910 r. pod nazwą Kone (z fiń. „maszyna”). Podczas I wojny światowej Kone wyprodukowała ponad 10 mln mosiężnych pocisków dla Imperium Rosyjskiego, którego częścią była wtedy Finlandia, co znacznie zwiększyło obroty firmy i wpłynęło na wzrost zatrudnienia (z 10 do 600 osób).

### Lata międzywojenne i II wojna światowa
Po wojnie, ze względu na niewielkie zapotrzebowanie na urządzenia dźwigowe, Kone zaczęła produkować również lampy karbidowe, młynki do kawy, czy płozy do łyżew hokejowych. W 1933 roku rozpoczęto produkcję suwnic, silników elektrycznych, a w kolejnych latach produkowano również wciągarki, przenośniki i przemysłowe systemy transportu wewnętrznego. Podczas II wojny światowej Kone zajęła się produkcją amunicji i gazogeneratorów, podczas gdy sprzedaż dźwigów i suwnic utrzymywano na dosyć niskim poziomie. Bombardowanie Helsinek i duże zapotrzebowanie rynku na żurawie zmusiło Kone do przeniesienia produkcji do Hyvinkää w 1943 roku.

### Okres powojenny
Po wojnie Związek Radziecki zażądał od Finlandii odszkodowań wojennych jako warunku pokoju między państwami. Między 1945 a 1952 rokiem, Kone wysłało do Związku Radzieckiego 108 dźwigów, 202 żurawie i 265 wciągarek, których koszty produkcji pokrył rząd fiński. W tych czasach zapotrzebowanie na dźwigi było niskie, za to zapotrzebowanie na żurawie i wciągarki było bardzo duże ze względu na odbudowę wojennych strat. W 1950 roku rozpoczęto produkcję żurawi portowych. W latach 50. gwałtownie wzrosło zapotrzebowanie na dźwigi. Kone zaczęła produkować je i otwierać nowe fabryki.

### Początek międzynarodowej działalności
W 1968 roku stała się liderem rynku Europy Północnej. W latach 90. Kone zrezygnowała z różnych odnóg działalności, koncentrując się na produkcji wind i schodów ruchomych.

## Produkcja
Obecnie Kone zatrudnia ponad 34 000 specjalistów, którzy pracują w 50 krajach świata.

## Kone w Polsce
Kone działa na polskim rynku od 1993 roku. Ma siedzibę w Warszawie, biura w Gdańsku, Katowicach, Krakowie, Poznaniu, Wrocławiu i Szczecinie oraz punkty serwisowe w 19 miastach w całej Polsce. Obsługuje ponad 2000 klientów pośród których znajdują się firmy deweloperskie, budowlane i zarządzające nieruchomościami, jak również pracownie architektoniczne.
Dyrektorem Zarządzającym Kone w Polsce jest Piotr Kotowski.